# Cerimônia de abertura dos Jogos Olímpicos de Verão de 1980

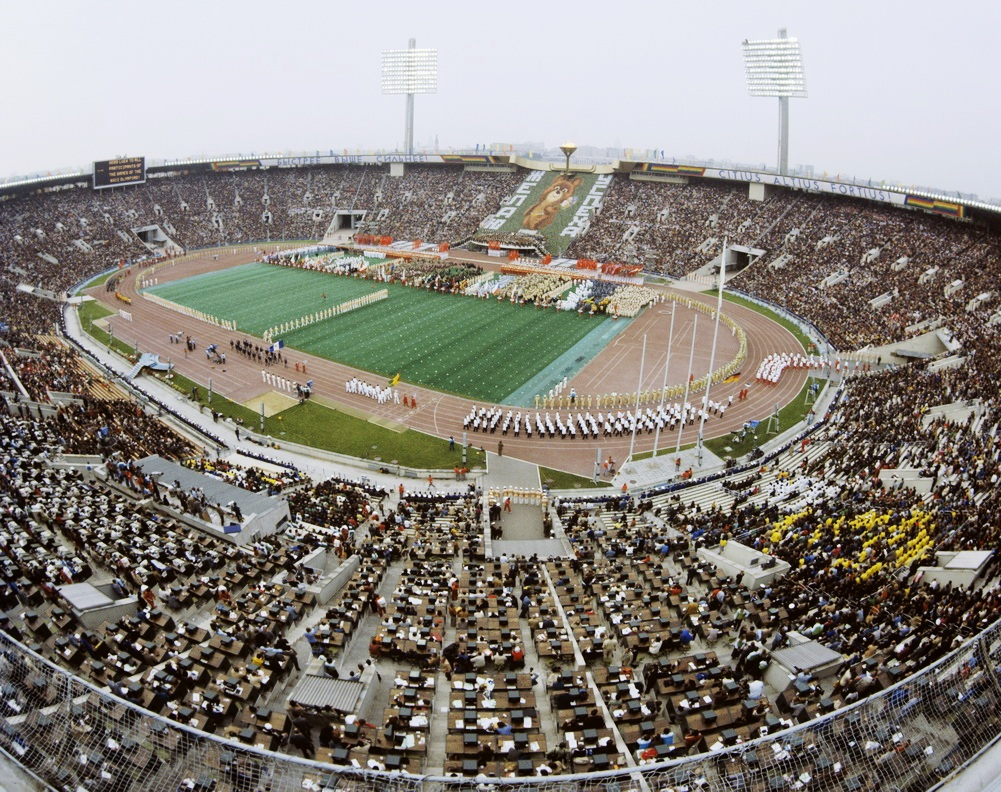
Cerimônia de abertura dos Jogos Olímpicos de Verão de 1980 na Estádio Lujniki

A Cerimônia de Abertura dos Jogos Olímpicos de Verão de 1980 foi a manifestação solene de abertura do evento realizada no período da tarde, às 16:00 , Horário de Moscou (UTC+3), em 19 de julho de 1980, na Estádio Lujniki. Ele foi atendido pelo Presidente da União Soviética, Leonid Brezhnev, e o Presidente do COI, Barão Killanin.

## Eventos
- Contagem regressiva do relógio Kremlin e sinos, às 16:00 , Horário de Moscou.
- A "Fanfarra de Moscou" pelo compositor e músico Soviético A. Golovin
- Introdução do líder Soviético, Leonid Brezhnev.
- Toca o hino nacional da União Soviética. Exibe o brasão de armas da URSS.
- Carruagens: Desfile das carruagens gregas no estádio, seguido por bandeiras vermelhas com o emblema dos jogos Olímpicos de Moscou. A canção "Estádio dos meus Sonhos" (em russo:  Стадион моей мечты, Stadion moyey mechti) foi ouvido.
- Desfile das nações. A Grécia entra primeiro, a União Soviética em último. Outras delegações entram em cirílico por ordem alfabética
- Discurso de boas-vindas pelo presidente da Comissão Olímpica de Moscou do "COJO-80", Ignati Novikov.
- Discurso do Presidente do Comitê Olímpico Internacional, Barão Killanin, sua discurso final da Cerimônia de Abertura como Presidente.

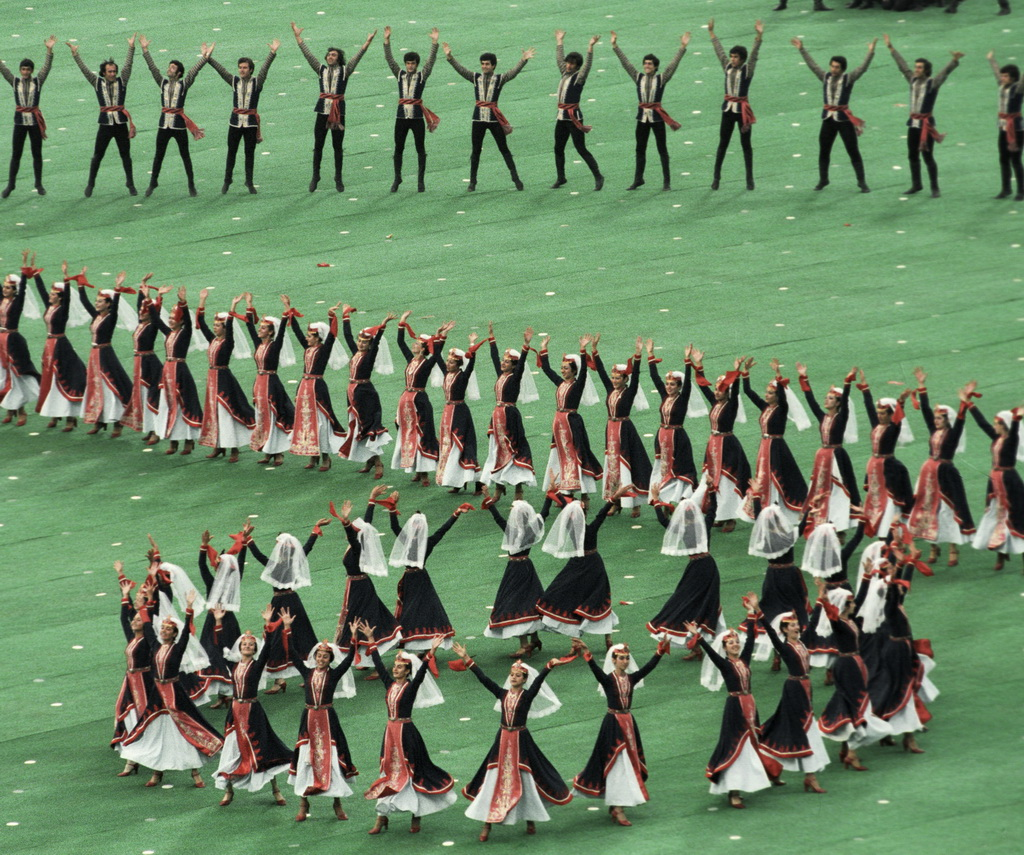
a dança A amizade dos Povos.

- Líder soviético Leonid Brezhnev anunciou a abertura dos Jogos Olímpicos.
- Entrega da bandeira Olímpica por Stéphane Préfontaine e Sandra Henderson (portadores da tocha dos Jogos Olímpicos de 1976 em Montreal), representando o Prefeito de Montreal, Jean Drapeau. Embora Drapeau gostaria de assistir, o boicote foi apoiada pelo governo Canadense, o que tornou impossível para ele aceitar o convite. A bandeira foi recebida pelo Presidente do COI, Killanin, que passou para o Primeiro Secretário de Moscou do PCUS, Viktor Grishin.

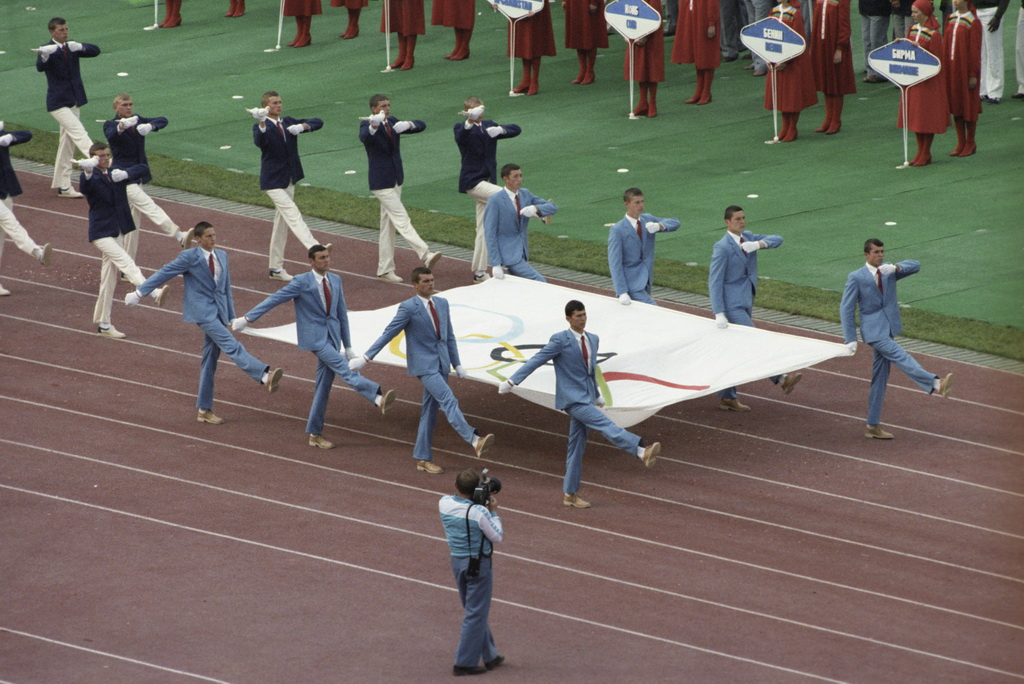
Bandeira olímpica sobre o estádio.

- Entrada da Bandeira Olímpica. A bandeira era carregada por oito Mestres de Esportes da URSS , acompanhados por outros 22. A bandeira foi levantada enquanto toca o Hino Olímpico cantado em russo.
- Entrada da chama Olímpica.

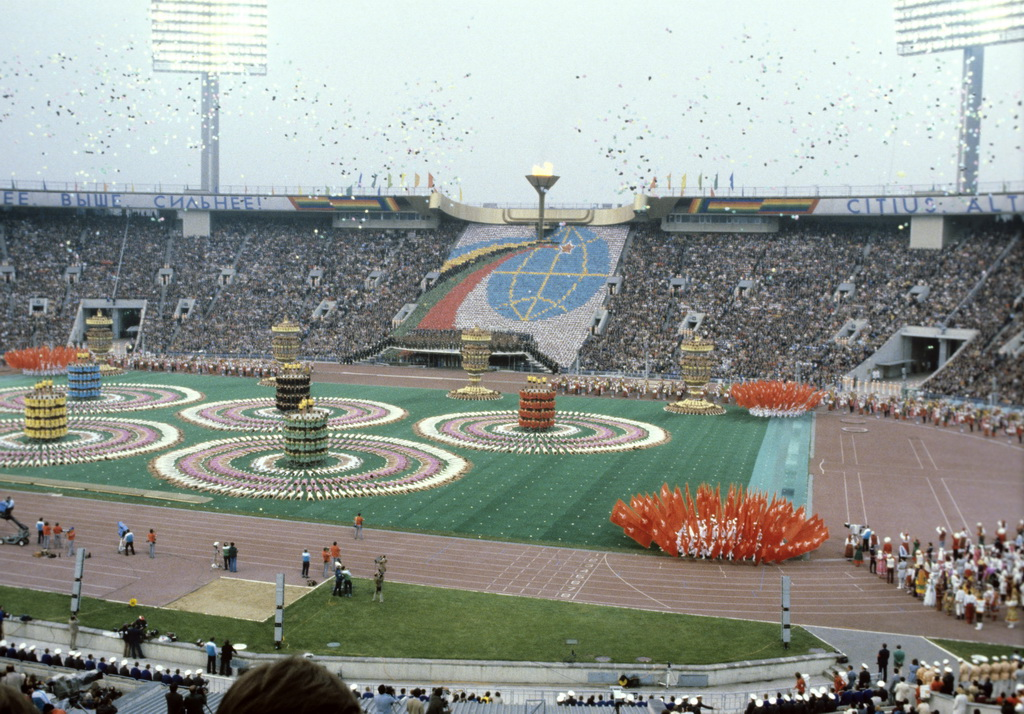
Cinco pilares - cinco Anéis Olímpicos.

- - A chama foi levada para o estádio por Viktor Saneyev.
  - O último corredor era Sergei Belov, membro da Seleção Soviética de basquetebol masculino..
- Juramemnto Olímpico, falado pelo ginasta Nikolai Andrianov
- Juramento do Arbitro, faladas pelo lutador  Alexander Medved.
- A saída dos atletas.
- A tripulação do Salyut 6 Leonid Popov e Valery Ryumin enviou suas saudações para os atletas Olímpicos e desejar-lhes feliz começa a comunicação ao vivo pela estação e o Estádio Lujniki. Eles apareceram no painel de e suas vozes foram traduzidas através do alto-falantes.
- Performance artística
  - A amizade dos Povos: Uma dança com a tradicional dança das 15 repúblicas Soviéticas. 
  - Misha: dezenas de artistas vestiu como Misha, mascote dos jogos Olímpicos de Moscou, dança no estádio.
- Aparece cinco pilares no meio de anéis olímpicos. Cada pilar mantinha artistas formando "vasos humanos".
- Final: os artistas de toda a cerimônia de abertura reentraram no estádio quando a música-tema dos jogos "Moscou dá o Início" foi cantado.